# 切斯尼基
49°23′32″N 24°43′33″E / 49.39222°N 24.72583°E
切斯尼基（羅馬化：Chesnyky）是烏克蘭西部的村莊，隸屬伊萬諾-弗蘭科夫斯克州的伊萬諾-弗蘭科夫斯克區。該村始建於1368年，面積13.4平方公里，2001年人口852，人口密度每平方公里63.5人。